# Roshani Chokshi
Roshani Chokshi, född 14 februari 1991 i St. Louis, Missouri, är en amerikansk författare som legat på New York Times Bestseller-listan.

## Biografi
Chokshis mor är filippinsk och hennes far indisk. Båda föräldrarna hade emigrerat till USA. Som barn pratade hon engelska. Chokshi sålde sin första novell när hon studerade juridik på University of Georgia. Hon slutade dock studera för att fortsätta skriva.

## Karriär
2015 publicerade Book Smugglers Publishing Chokshis första korta berättelse, The Vishakanya's Choice. St. Martin's Press publicerade Chokshis första novell för unga vuxna, The Star Touched Queen, 2016. Hennes andra novell för unga vuxna, A Crown of Wishes, utspelar sig i samma värld och publicerades 2017.
Chokshis första noveller hamnade alla på New York Times Bestseller-listan.
Chokshis novell Aru Shah and the End of Time blev den första novellen som trycktes av Rick Riordans bokförlag Rick Riordan Presents. Detta var 2018. I april samma år annonserades det att Paramount Pictures hade köpt filmrättigheterna till boken. Aru Shah-serien var först tänkt att bli fyra böcker lång, men efter diskussioner mellan Chokshi och bokförlaget blev serien förlängd till fem delar. Den sista kom 2022.
Den första delen i Chokshis andra novellserie för unga vuxna, The Gilded Wolves, släpptes 2019. The Spirit Glass publicerades av Rick Riordan Present 2023.

## Priser och utmärkelser
- 2020 års Southern Book Prize (för The Gilded Wolves)[15]

### Nomineringar
- 2020 års Geogia Author of The Year (för Aru Shah and the Song of Death)[16]
- 2017 års Locus Awards för bästa novell (för The Star-Touched Queen)[17]
- 2017 års André Norton Award (för The Star-Touched Queen)[18]